# Premi Nacional de literatura infantil i juvenil de les Lletres Espanyoles
El Premi Nacional de literatura infantil i juvenil de les Lletres Espanyoles (en castellà: Premio Nacional de Literatura de Literatura infantil y juvenil) és un premi literari que atorga anualment el Ministeri de Cultura d'Espanya.
Premia a la millor obra en la modalitad de literatura infantil i juvenil escrita per un autor espanyol, en qualsevol de les llengües oficials de l'Estat, entre totes les obres d'aquest gènere publicades a Espanya l'any anterior. Està dotat amb 20.000 euros. El jurat està presidit pel director general del Llibre i està format per 10 persones, entre elles el guanyador de l'any anterior i s'entrega el mes d'octubre.

## Guanyadors
- 1978: Montserrat del Amo per El nudo
- 1979: Fernando Martínez Gil per El río de los castores
- 1980: Juan Farias per Algunos niños, tres perros y más cosas
- 1981: Alfonso Martínez-Mena per La tierra de nadie
- 1982: Carlos Murciano per El mar sigue esperando
- 1983: Josep Vallverdú per Saberut i Cua-Verd
- 1984: Ana María Matute per Sólo un pie descalzo
- 1985: Joan Manuel Gisbert per El museo de los sueños
- 1986: Paco Martín per Das cousas de Ramón Lamote
- 1987: Carmen Conde Abellán per Canciones de nana y desvelo
- 1988: Gabriel Janer Manila per Tot quant veus és el mar
- 1989: Andreu Martín i Jaume Ribera per No demanis llobarro fora de temporada
- 1990: Pep Albanell per La rosa de Sant Jordi
- 1991: Fernando Lalana per Morirás en Chafarinas
- 1992: Carmen Vázquez Vigo per Un monstruo en el armario
- 1993: José María Merino per No soy un libro
- 1994: Gabriel Janer Manila per Han cremat el mar
- 1995: Xabier P. Docampo per Cando petan na porta pela noite
- 1996: Fina Casalderrey per O misterio dos fillos de Lúa
- 1997: Emili Teixidor per L'amiga més amiga de la formiga Piga
- 1998: Elvira Lindo per Los trapos sucios de Manolito Gafotas
- 1999: Vicente Muñoz Puelles per Óscar y el león de correos
- 2000: Emilio Pascual per Días de Reyes Magos
- 2001: Miguel Fernández-Pacheco per Verdadera historia del perro Salomón
- 2002: Miquel Desclot per Més música, Mestre!
- 2003: Mariasun Landa per Kokodriloa ohe azpian
- 2004: Gustavo Martín Garzo per Tres cuentos de hadas
- 2005: Antonio Rodríguez Almodóvar per El bosque de los sueños
- 2006: Fernando Marías per Cielo abajo
- 2007: Jordi Sierra i Fabra per Kafka y la muñeca viajera
- 2008: Agustín Fernández Paz per O único que queda é o amor
- 2009: Alfredo Gómez Cerdá per Barro de Medellín
- 2010: Eliacer Cansino, per Una habitación en Babel
- 2011: Maite Carranza, per Paraules emmetzinades
- 2012: Laura Gallego, per Donde los árboles cantan
- 2013: César Mallorquí, per La isla de Bowen[3]
- 2014: Diego Arboleda, per Prohibido leer a Lewis Carroll
- 2015: Ledicia Costas, per Escarlatina, a cociñeira defunta[4]
- 2016 - Alejandro Palomas, per Un hijo[5]
- 2017 - Antonio García Teijeiro, per Poemar o mar[6]
- 2018 - Juan Kruz Igerabide, per Abezedario Titirijario[7]
- 2019 - Raimon Portell i Rifà, per Camins d'aigua[8]